# Holotelson longicauda
Holotelson longicauda är en kräftdjursart som beskrevs av Nunomura2004. Holotelson longicauda ingår i släktet Holotelson och familjen klotkräftor. Inga underarter finns listade i Catalogue of Life.